# Ді-Каб (Міссурі)
Ді-Каб (англ. De Kalb) — місто (англ. city) в США, в окрузі Б'юкенан штату Міссурі. Населення — 233 особи (2020).

## Географія
Ді-Каб розташоване за координатами 39°35′18″ пн. ш. 94°55′25″ зх. д. / 39.58833° пн. ш. 94.92361° зх. д. (39.588233, -94.923528).  За даними Бюро перепису населення США в 2010 році місто мало площу 0,65 км², уся площа — суходіл.

## Демографія
Згідно з переписом 2010 року, у місті мешкало 220 осіб у 87 домогосподарствах у складі 65 родин. Густота населення становила 337 осіб/км².  Було 97 помешкань (149/км²).
Расовий склад населення:
| - 99,1 % — білих - 0,5 % — чорних або афроамериканців |

До двох чи більше рас належало 0,5 %. Частка іспаномовних становила 0,5 % від усіх жителів.
За віковим діапазоном населення розподілялося таким чином: 25,5 % — особи молодші 18 років, 59,5 % — особи у віці 18—64 років, 15,0 % — особи у віці 65 років та старші. Медіана віку мешканця становила 37,3 року. На 100 осіб жіночої статі у місті припадало 91,3 чоловіків;  на 100 жінок у віці від 18 років та старших — 95,2 чоловіків також старших 18 років.
Середній дохід на одне домашнє господарство  становив 59 184 долари США (медіана — 58 750), а середній дохід на одну сім'ю — 64 807 доларів (медіана — 63 125). За межею бідності перебувало 5,0 % осіб, у тому числі 6,1 % дітей у віці до 18 років та 3,4 % осіб у віці 65 років та старших.
Цивільне працевлаштоване населення становило 99 осіб. Основні галузі зайнятості: освіта, охорона здоров'я та соціальна допомога — 28,3 %, науковці, спеціалісти, менеджери — 17,2 %, роздрібна торгівля — 16,2 %.